# Kamienica przy ulicy Stradomskiej 7 w Krakowie
Kamienica przy ulicy Stradomskiej 7 – zabytkowa kamienica, znajdująca się w Krakowie, w dzielnicy I przy ulicy Stradomskiej, na Stradomiu.
Pierwotny budynek został wzniesiony w XVI wieku. W XVIII wieku budynek został przebudowany. W 1838 kamienica została nadbudowana o drugie piętro.
26 marca 1968 kamienica została wpisana do rejestru zabytków. Znajduje się także w gminnej ewidencji zabytków.